# Yevgenya (lớp tàu quét mìn)
Tàu quét mìn lớp Korund (tiếng Nga: Корунд) là loại tàu quét mìn gần bờ cỡ nhỏ do Liên Xô thiết kế và chế tạo từ năm 1967-1980. Phía Xô Viết gọi mẫu tàu này dưới cái tên thiết kế Đề án 1258 Korund. NATO gọi nó là Yevgenya.

## Thiết kế
Tàu có kích thước và trọng tải vô cùng nhỏ: 26,13m x 5,90m x 1,30m, độ giãn nước trên dưới 90 tấn. Do có kích thước nhỏ nên khả năng dự trữ hành trình của tàu bị hạn chế (khoảng 3-5 ngày), chỉ có khả năng thực hiện các nhiệm vụ phá thủy và tuần tra gần bờ. Tàu cũng có khả năng rải thủy lôi phong tỏa đường biển.Các tàu thuộc đề án 1258 được đóng tại nhà máy đóng tàu Vladivostokskiy Sudostroitel’niy Zavod, Vladivostok, Liên Xô cũ (nay thuộc Cộng hòa Liên bang Nga).

## Các tàu hoạt động
- Angola - 2
- Nga - 45 chiếc hoạt động vào năm 1995
- Azerbaijan - 5
- Cuba - 11
- Ấn Độ - 7
- Iraq - 3
- Mozambique - 2
- Nicaragua - 4
- Syria - 5
- Ukraina - 1
- Việt Nam - 2 hiện trang bị cho Học viện Hải Quân để làm tàu huấn luyện
- Yemen - 2